# Miracleman
Miracleman (tidigare känd som Marvelman) är en seriehjälte skapad 1954 av tecknaren och manusförfattaren Mick Anglo. Ursprungligen skapades Marvelman åt förlaget L. Miller & Son i Storbritannien och var i grund och botten en brittisk motsvarighet till den amerikanske Captain Marvel. Ursprungsserien publicerades fram till 1963 men fick en nyversion 1982, skapad av Alan Moore. Namnbytet från Marvelman till Miracleman skedde i augusti 1985 för att undvika eventuella legala problem med Marvel Comics. Under slutet av 1980-talet arbetade bland andra Neil Gaiman med Miracleman.